# Mojave (California)
Mojave è census-designated place della Contea di Kern, California. La popolazione, secondo il censimento del 2012, era di 4 238 persone, aumentata dalle 3 836 del 2000.